# Karabułak (Kazachstan)
Karabułak (kaz. Қарабулақ, hist. Wysokogorka) – osiedle typu miejskiego w Kazachstanie; w obwodzie żetysuskim; 19 561 mieszkańców (2021). Centrum rejonu Jeskeldy (kaz. Ескелді ауданы). Przemysł spożywczy.